# Живко Стојсављевић
Живко Стојсављевић (Бенковац, 1. октобар 1900 — Београд, 19. јануар 1978) био је српски сликар.

## Биографија
Прве поуке о сликарству добија док је похађао гимназију у Задру. Школовање је наставио у Италији. Студирао је у Фиренци и Риму, где је између 1918. и 1924. завршио две престижне уметничке школе: Краљевски институт лепих уметности у Фиренци и Виши краљевски институт лепих уметности у Риму.
По повратку у домовину једно време живи у Книну; потом ради као професор лепих вештина у неколико градова на јадранском приморју и у Србији. У Београду живи од 1931. године. Са краћим прекидима радио је као професор цртања у различитим београдским средњим и основним школама. Још као студент почео је да се бави декоративним зидним сликарством, осликавајући уз свога професора Ђулија Барђелинија (Giulio Bargellini) ентеријере јавних зграда у Риму. Украшавањем ентеријера и зидним сликарством у црквама наставио је да се бави кроз читав стваралачки период. Ипак, најзначајније домете у сликарству Живко Стојсављевић је постигао сликајући призоре из народног живота, и из живота рибара; морске пејзаже и пределе из околине Београда и других места где је украшавао цркве; те мртве природе, портрете и слике далеких градова. Већину предела насликао је у непосредном додиру са природом, под ведрим небом. Аутентичан израз остварио је у делима која приказују поглед из његовог атељеа, као својеврсну комбинацију мртве природе и пејзажа. Током дугог стваралачког периода који обухвата више од пет деценија, насликао је више стотина слика и акварела.
Редовно је излагао на многим заједничким изложбама: београдским јесењим и пролећним салонима, изложбама УЛУС-а и другим, а од 1952. наступа у оквиру Уметничког удружења „Лада“. Имао је осамнаест самосталних изложби: прва је одржана 1920. у Фиренци а последња 1974. године у Земуну.
Стваралаштво Живка Стојсављевића прошло је кроз неколико развојних фаза: 
- Током најраније, „далматинске“, до средине треће деценије запажа се снажан утицај сецесије, као и присуство фолклорних и историјских тема обојених национално-романтичарским духом. Крајем треће деценије сецесијска декоративност уступа место утицају конструктивистичког сликарства.

- „Београдска“ фаза започиње пресељењем у Београд 1931. и траје до Другог светског рата. У том периоду Стојсављевић у потпуности сазрева као уметник, сликајући превасходно приморске теме, а истовремено се стилски приближавајући сликарству београдског интимистичког круга и поетског реализма.

- После рата, попут осталих уметника, прихвата диктат идеологије и теме обнове земље и стварања новог друштва, али промене на тематском плану не прати суштинска промена његовог сликарског израза. Привржено сопственом креативном проседеу, сликарство Живка Стојсављевића креће се у правцу тематске и колористичке обнове, кроз „зеленоплави“ период који започиње средином пете деценије и траје скоро двадесет година.

- Колорит хладних тонова којим доминирају карактеристичне зеленкасте нијансе, чврста форма и тонска моделација основне фазе, која поетички представља наставак сликаревих кретаивних интересовања у предратном периоду, прерастао у праву обнову током последње, „колористичке“ фазе којом је Стојсављевић крунисао своје стваралаштво. Спонтани и наглашени потез, изражена фактура и палета јарких, топлих боја, као и стално враћање старим темама обележили су завршницу сликаревог рада.

У Спомен-збирци Павла Бељанског у Новом Саду је у јуну 2006. године приказана монографска изложба Живка Стојсављевића, са каталогом насталим на основу дипломског рада сликаревог унука Константина Новаковића, одбрањеног на Одељењу за историју умености београдског Филозофског факултета.
Од 2008. године улица Нова 19. у Бусијама, приградском насељу Београда, носи име по Живку Стојсављевићу ("Службени лист“ 02/2008).